# Polícia (Áustria)

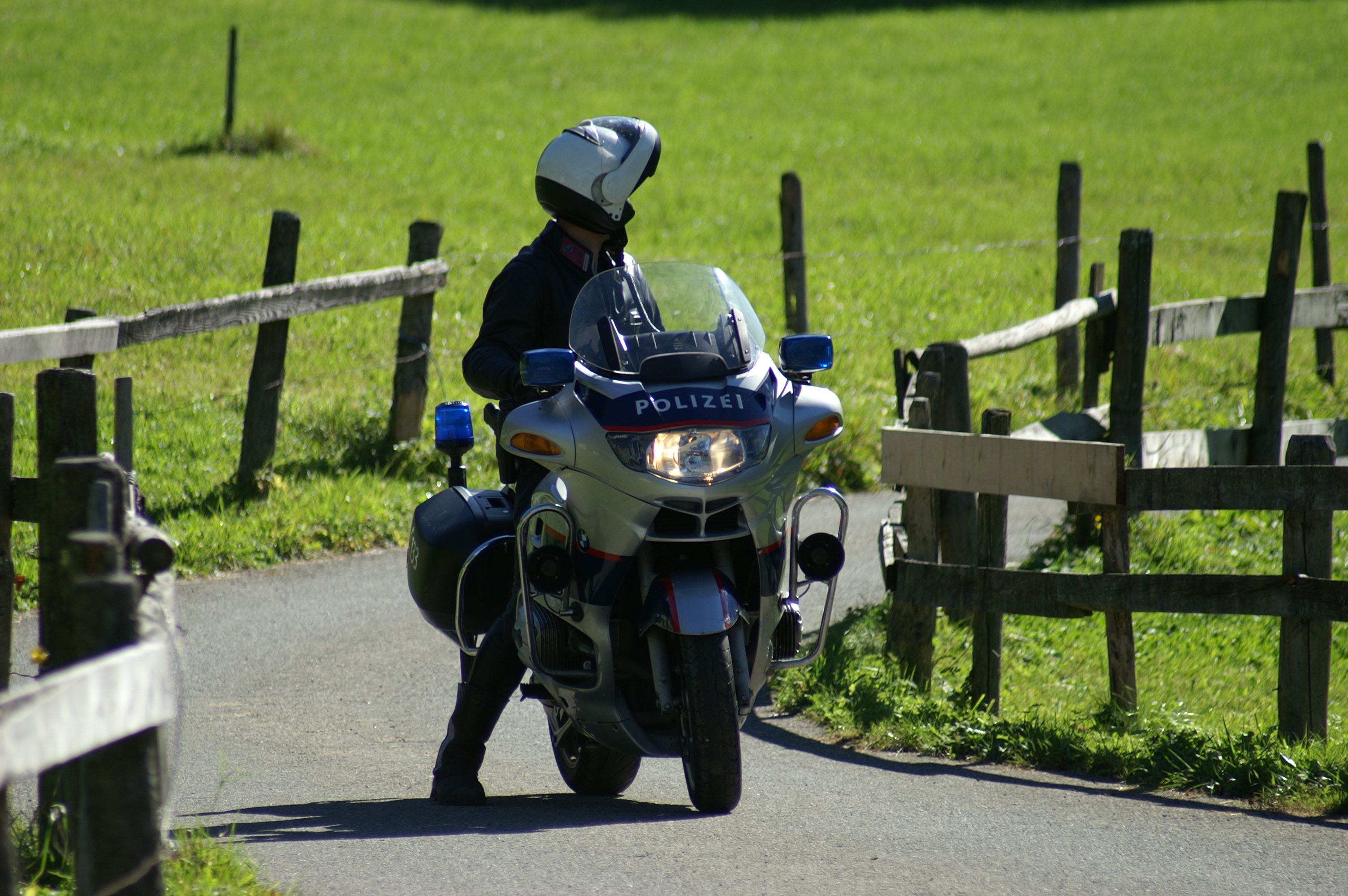
Policial patrulhando de moto na Áustria.

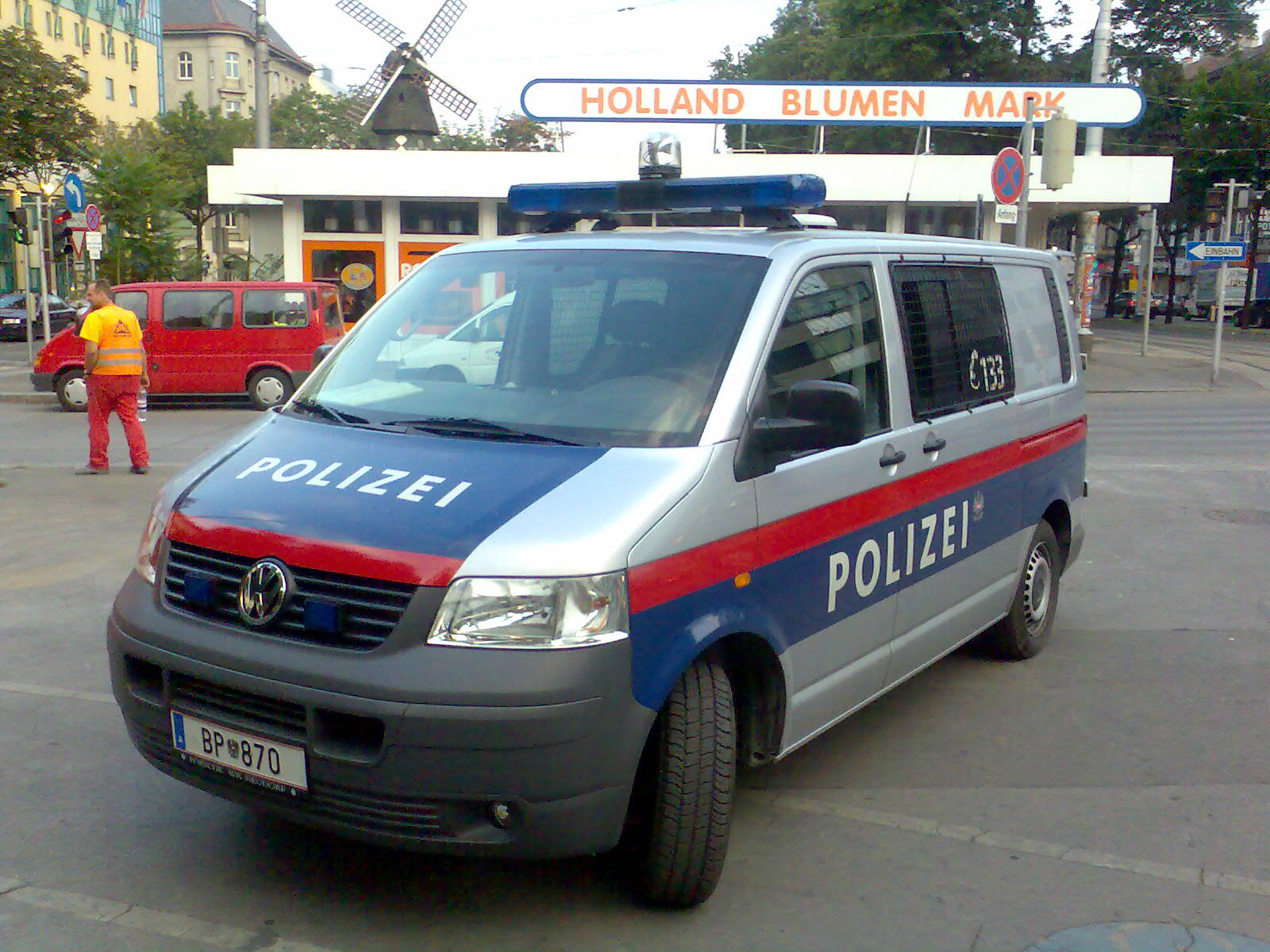
Viatura da polícia federal austríaca (em alemão: Bundespolizei), usada no transporte de cães.

A polícia da Áustria é dividida em várias agências policiais, sendo todas essas, subordinadas ao Ministério Federal do Interior (em alemão: Bundesministerium für Inneres).
São elas:
- Departamento Federal de Investigações (Alemão: Bundeskriminalamt)
- Polícia Federal (Alemão: Bundespolizei)
- Polícia Municipal
- Polícia Aérea (Alemão: Flugpolizei)
- Polícia Penitenciária (Alemão: Justizwache)

## Unidades especiais
- EKO Cobra: unidade de resposta contraterrorista.